# Anthophora martensi
Anthophora martensi är en biart som beskrevs av Fedtschenko 1875. Anthophora martensi ingår i släktet pälsbin, och familjen långtungebin. Inga underarter finns listade i Catalogue of Life.